# Armalite AR-10
Das AR-10 ist ein Schnellfeuergewehr, das für die verwendete Patrone 7,62 × 51 mm NATO ungewöhnlich leicht ist. Dies wurde vor allem durch die Verwendung einer Aluminium-Legierung für das Waffengehäuse erreicht. Um den Rückstoß trotz des geringen Gewichtes der Waffe in Grenzen zu halten, wurde ein direkt wirkendes Gassystem und eine spezielle Ergonomie für eine bessere Rückstoßkontrolle eingesetzt. Diese rückstoßmindernden Merkmale wurden später vom Nachfolgemodell AR-15 übernommen und finden noch heute in dessen Nachfolgern M16A4 und M4A1 Anwendung.
Wie beim AR-15 werden alle auf dem AR-System beruhenden Waffen, die nicht Mittelpatronen, sondern Gewehrmunition verwenden, oft fälschlicherweise als AR-10 bezeichnet.

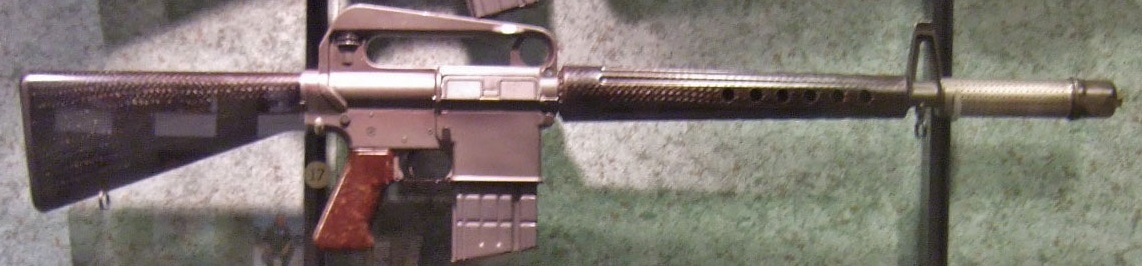
Frühe Version des AR-10 mit dem extrem großen Mündungsfeuerdämpfer / Kompensator, im National Firearms Museum

## Geschichte
Das AR-10 wurde von Eugene Stoner für die ArmaLite Division der Fairchild Engine & Airplane Corporation entwickelt.
Der erste Prototyp war für die Patrone 7,62 × 63 mm (.30-06) eingerichtet; er trug die firmeninterne Bezeichnung „X01“ und ähnelte stark dem Johnson-MG.
Prototyp 2 war wie die folgenden Modelle für die Patrone 7,62 × 51 mm NATO (.308 Winchester) eingerichtet und trug die Kennzeichnungen „X02“ sowie „AR-10-1001“. Dieser Prototyp hatte anstelle einer offenen Visierung einen Tragegriff mit eingebautem Zielfernrohr und Schaftteile aus glasfaserverstärktem Kunststoff.
Prototyp 3 hatte wiederum einen Tragegriff mit offener Visierung und einen Mündungskompensator; er trug die Kennzeichnungen „X03“ und „AR-10A“.
Prototyp 4 trug die Kennzeichnung „AR-10“ (obwohl er firmenintern als „AR-10B“ bezeichnet wurde) sowie „ARMALITE“. Mit diesem Prototyp hatte das AR-10 fast seine endgültige Form erreicht. Der Spanngriff befand sich jetzt oben auf dem Gehäuse innerhalb des Tragegriffs und Gehäuseober- und -unterteil waren mit einem Scharnier verbunden, so dass das Gewehr zum Reinigen und Zerlegen aufgeklappt werden konnte. Um Gewicht zu sparen, war das Gehäuse aus einer Aluminium-Legierung gefertigt, die Schaftteile aus glasfaserverstärktem Kunststoff (der Kolben zur Erhöhung der Stabilität mit Kunststoffschaum gefüllt) und der Lauf bestand aus einem stählernen Innenrohr, das in eine ebenfalls stählerne Laufverlängerung eingeschraubt und mit einem Mantelrohr aus einer Leichtmetalllegierung. Von diesem Typ wurden fünf Gewehre (Seriennummern 1001 bis 1005) gefertigt.
1956 wurde eines dieser Gewehre (Seriennummer 1002) im staatlichen Rüstungsbetrieb Springfield Arsenal offiziell getestet; der Verbundlauf versagte jedoch bei diesem Test – er riss an der Seite auf und verletzte den Schützen leicht an der Hand. Stoner fertigte daher einen neuen Stahllauf (der zur Gewichtsersparnis kanneliert war). Mit diesem bestand das AR-10 die weiteren Tests, wurde jedoch nicht angenommen.
Es folgte das Gewehr mit der Seriennummer „S1004“, welches als erstes mit dem neuen Firmenlogo (dem Pegasus) versehen wurde und dessen Tragegriff für eine Zielfernrohrmontage eingerichtet war. Alle folgenden Gewehre wurden als „AR-10“ bezeichnet.
Dem AR-10 folgte seltsamerweise das Gewehr mit der Seriennummer „1048“, welches wiederum als AR-10A gekennzeichnet war. Dies war das letzte Gewehr, das von Armalite selbst gefertigt wurde.
Als Vorbereitung auf eine mögliche Serienfertigung stellte Armalite den Ingenieur L. James Sullivan ein, der die Fertigungspläne für das Serienmodell fertigte. Er fügte zwei Änderungen in der Konstruktion ein: Zum einen erhielt der Verschluss Dichtringe aus Metall, die eine bessere Ausnutzung der Treibladungsgase sicherstellten, zum anderen verlegte er das Gasrohr von der linken Laufseite auf die Laufoberseite.
Armalite fertige jedoch lediglich 48 AR-10B und AR-10; die Serienfertigung erfolgte später unter Lizenz beim niederländischen Staatsbetrieb Artillerie-Inrichtingen (A-I) in Zaandam. 1956 kam es zu Verhandlungen zwischen Fairchild und dem niederländischen Flugzeughersteller Fokker. Im Rahmen dieser Verhandlungen stellte Richard Boutelle, der damalige Präsident von Fairchild, das AR-10 vor. Es kam zu einer Einigung mit A-I über eine Lizenzfertigung des AR-10 in den Niederlanden. Da zu dieser Zeit verschiedene Armeen ein neues Gewehr suchten, hoffte man, das AR-10 in größeren Stückzahlen verkaufen zu können.
Da die Anforderungen der verschiedenen Armeen verlangten, dass das Gewehr auch Gewehrgranaten verschießen könnte, wurden weitere Änderungen am AR-10 erforderlich. Der Mündungskompensator, der den Schlüssel zum kontrollierbaren automatischen Feuer aus einem derart leichten Gewehr bildete, musste einem Mündungsfeuerdämpfer weichen, der auch als Gewehrgranatgerät diente. Außerdem musste der Lauf des AR-10 deutlich verstärkt werden, um den erheblichen Belastungen bei Verschießen von Gewehrgranaten standzuhalten. So wurde das AR-10 deutlich schwerer als ursprünglich geplant und verlor einen weiteren Vorteil gegenüber seinen Konkurrenten.
Getestet wurde es u. a. in Österreich, der Bundesrepublik, den Niederlanden und Südafrika, kam jedes Mal in die engere Auswahl, scheiterte aber, weil aufgrund der noch nicht bereitstehenden Fertigungskapazitäten dem potentiellen Kunden eine zu lange Lieferzeit in Aussicht gestellt werden musste.
Kuba und der Sudan erwarben einige AR-10, weitere gingen nach Burma. Portugal erwarb 1200 Stück. Für Tests der finnischen Armee wurden fünf AR-10 im Kaliber 7,62 × 39 mm gefertigt. A-I entwickelte neben der Gewehrversion eine Karabinerversion mit kürzerem Lauf, eine Gruppenunterstützungswaffe mit festem Lauf und Magazinzuführung sowie ein leichtes Maschinengewehr mit Gurtzuführung und schnell auswechselbarem Lauf.
Trotz allem blieb der erhoffte Erfolg aus. 1959 beschloss man bei Fairchild, den Lizenzvertrag nicht mehr zu verlängern. Die Fertigung bei A-I endete 1961, nachdem rund 9600 AR-10 gebaut worden waren.
Fairchild verhandelte danach mit Colt über eine Lizenzfertigung des AR-10 und des AR-15; nach erfolgreichen Verhandlungen begann man bei Colt mit den Vorbereitungen für eine Serienfertigung des AR-10A (entsprechend dem Gewehr mit der Seriennummer 1048). Eine Verkaufstournee mit dem AR-10 und dem AR-15 durch den Fernen Osten zeigte jedoch, dass dort ein Interesse am AR-15, nicht jedoch am AR-10 bestand. Daraufhin stellte man bei Colt die Arbeiten am AR-10 ein und konzentrierte sich auf das AR-15.

## Technik

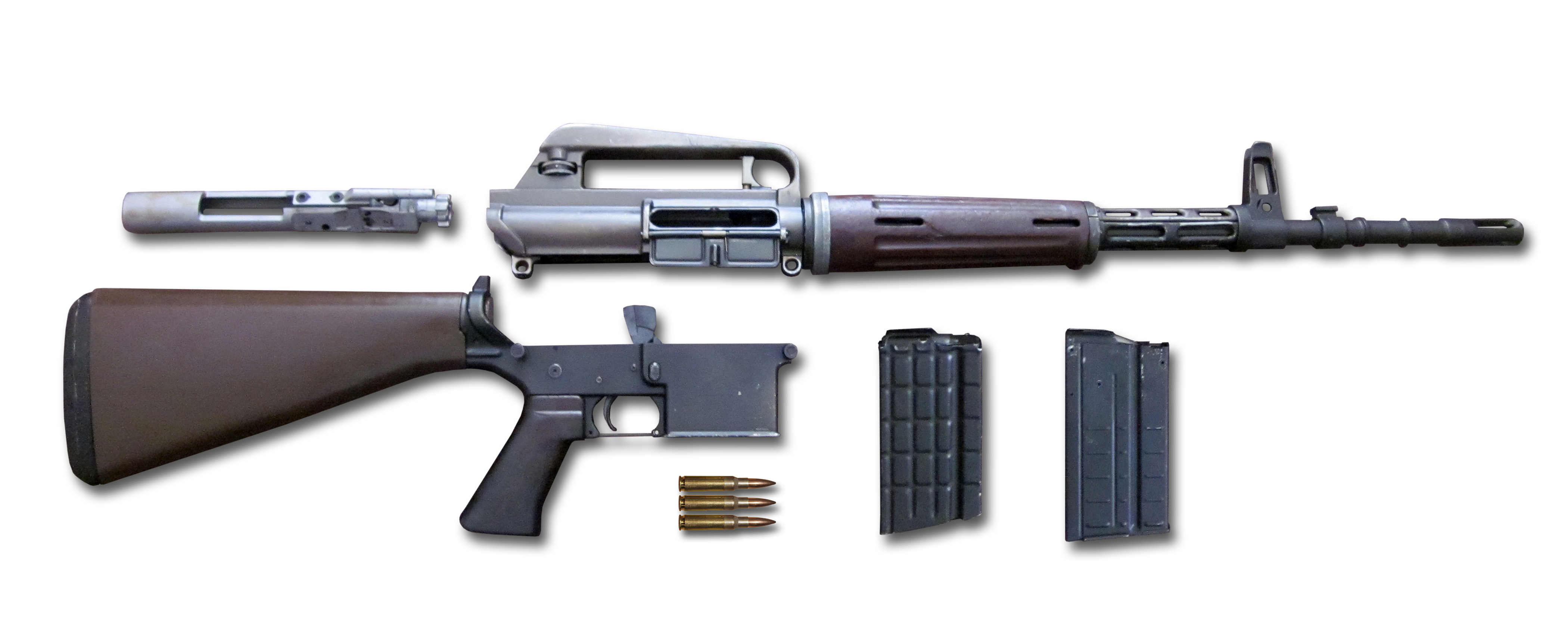
Baugruppen des AR10 Armalite

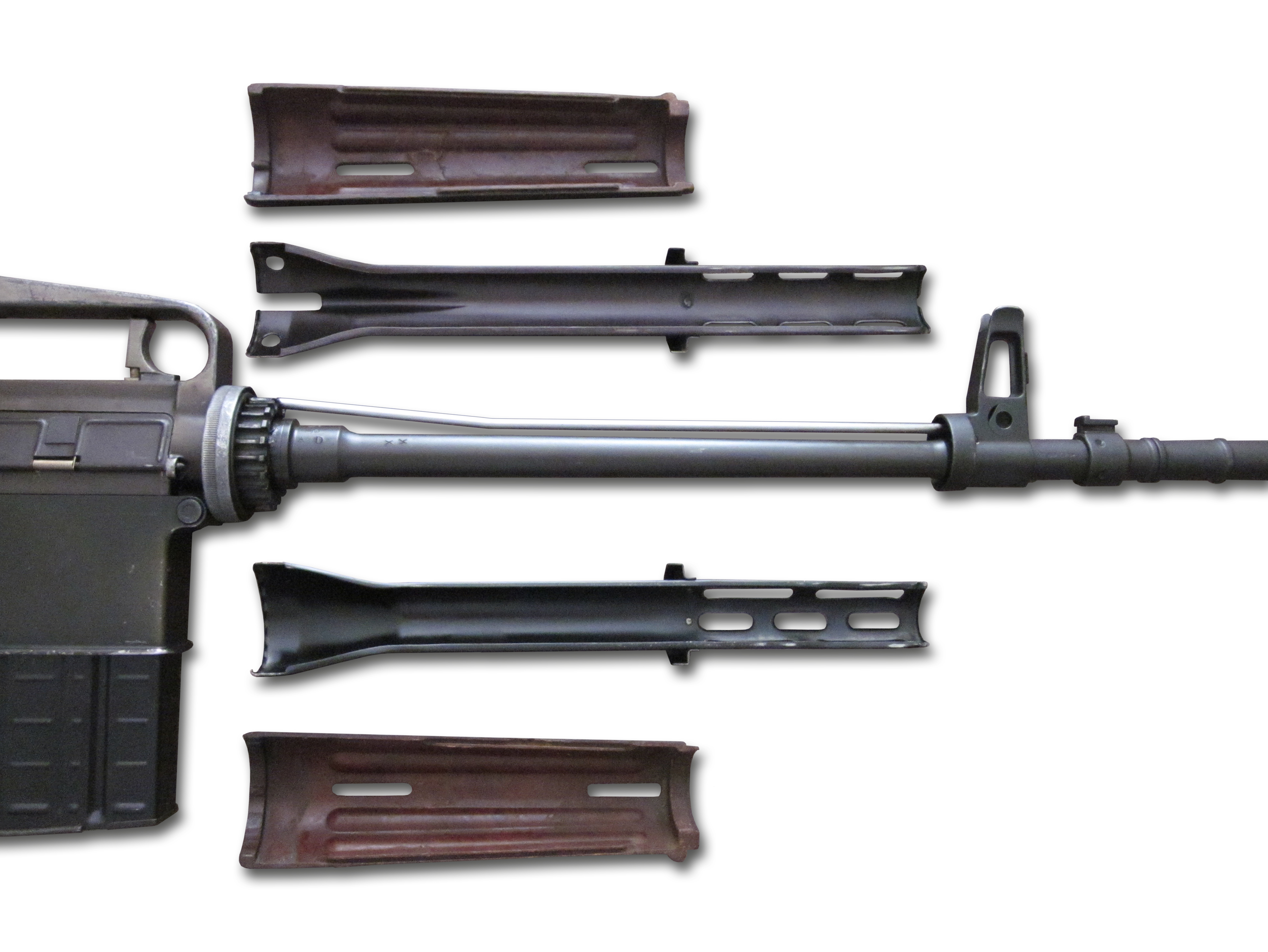
Detailaufnahme des AR-10-Zylinders und des DI-Gassystems

Das AR-10 ist ein aufschiessender, luftgekühlter Gasdrucklader mit Feuerwahleinrichtung; die Munition wird aus abnehmbaren Kastenmagazinen zugeführt.
Das Gewehr besteht aus zwei Hauptbaugruppen: dem Gehäuseoberteil (upper receiver) mit Lauf, Verschlussgruppe, Tragegriff, Handschutz und Kimme und dem Gehäuseunterteil (lower receiver) mit Abzugseinrichtung, Kolben, Schlagbolzen als Steuerventil, mit Schließfederrohr, Schließfeder und Puffer, Griffstück und Magazinschacht.
Verbunden sind Gehäuseober- und Unterteil durch zwei Querbolzen. Drückt man den hinteren – oberhalb des Griffstücks befindlichen – Bolzen heraus, lässt sich das Gewehr aufklappen, um z. B. die Verschlussgruppe zu entnehmen.
Die Schließfeder mit dem Puffer, der zugleich als Schließfederführung dient, befindet sich in einem Rohr am Ende des Verschlussgehäuses. Der ausgeschäumte Kolben ist auf dieses Rohr aufgeschoben. Eine Federsperre verhindert, dass die Schließfedereinheit bei aufgeklappter Waffe nach vorn schnellt. Die Verschlussgruppe gleitet während des Nachladevorgangs teilweise in das Schließfederrohr hinein.
Lauf und Verschluss befinden sich beim AR-10 in einer geraden Linie mit dem Federende im Kolben; im Schulteranschlag wird so der Rückstoß direkt und ohne Hebelwirkung in die Schulter des Schützen gelenkt, was das Hochschlagen der Waffe mindert. Allerdings bedingt diese Anordnung eine Visierlinie, die hoch über der Seelenachse des Laufs liegt.
Der kombinierte Feuerwahl-/Sicherungshebel liegt auf der linken Waffenseite oberhalb des Griffstücks, so dass er mit dem Daumen erreicht werden kann, ohne die Hand vom Griffstück nehmen zu müssen. Der Hebel hat drei Stellungen (vorn – Dauerfeuer, unten – Sicher, hinten – Einzelfeuer). Dies wurde später geändert (vorn – Sicher, unten – Einzelfeuer, hinten – Dauerfeuer).
Ebenfalls auf der linken Seite befindet sich der Verschlussfangauslöser. Das AR-10 hat einen Verschlussfang, der den Verschlussträger bei leerem Magazin in der hinteren Stellung festhält und vom Magazinzubringer aktiviert wird.
Der Magazinauslöser befindet sich an der rechten Waffenseite vor dem Abzug; er kann ohne Umgreifen mit dem Abzugsfinger betätigt werden. Das Magazin fällt frei aus der Waffe, wenn der Auslöser betätigt wird.
Der Spannhebel, der sich nicht mit der zurücklaufenden Verschlussgruppe bewegt, befindet sich innerhalb des Tragegriffs und ähnelt in seiner Form einem Abzug.
Der untere Teil des Abzugsbügels kann als „Winterabzug“ aufgeklappt werden, um die Benutzung mit Handschuhen zu erleichtern.
Das Verschlusssystem mit Drehkopf basiert auf dem Johnson-Gewehr (welches allerdings ein Rückstoßlader mit kurzem Rücklauf ist) und verriegelt, anders als bei zeitgenössischen Gewehren, nicht im Gehäuse, sondern direkt im Lauf, wodurch es möglich war, das Gehäuse aus einer Aluminium-Legierung zu fertigen. Das Gassystem ist an zeitgenössische militärische Selbstladegewehre (Ag m/42, MAS-49) angelehnt, allerdings werden die Treibladungsgase beim AR-10 nicht einfach in eine Vertiefung in der Stirnfläche des Verschlussträger eingeleitet und blasen diesen direkt nach hinten.
Beim AR-10 wird ein Teil der beim Abfeuern der Patrone entstehenden Treibladungsgase durch eine Gasentnahmebohrung an der linken Laufseite durch ein Rohr und eine weitere Bohrung in der Gehäuseseite in den hohlen Verschlussträger geleitet. Auf einen Gasregler wird verzichtet.
Der Verschluss ist gleitend im Verschlussträger gelagert; beide Teile wirken zusammen wie Kolben und Zylinder eines Verbrennungsmotors. Das Treibladungsgas strömt in den Verschlussträger, der nach vorn durch den Verschluss abgedichtet ist und drückt den Verschlussträger so nach hinten. Der Verschlussträger gleitet gegen den Druck der Schließfeder nach hinten; da die Bohrung in der Gehäuseseite und die entsprechende Bohrung in der Seite des Verschlussträgers schon nach kurzer Rückwärtsbewegung nicht mehr in Kontakt stehen, kann kein weiteres Gas mehr einströmen, aber der Anschub reicht aus, den Verschlussträger völlig zurückzubewegen.
Verschluss und Verschlussträger sind durch einen Steuerstift miteinander lose verbunden; der Steuerstift sitzt in einer Querbohrung im Verschluss und einer Steuerkurve im Verschlussträger. Bei der Rückwärtsbewegung des Verschlussträgers bleibt der Verschluss in seiner vorderen, verriegelten Stellung, bis der Steuerstift durch ihn – der Steuerkurve folgend – dreht, so dass die Verriegelungswarzen aus den Widerlagern an der Laufverlängerung treten. In dieser Stellung gibt der Verschluss drei Bohrungen an der rechten Seite des Verschlussträgers frei, durch die das Gas (durch das Auswurffenster) entweichen kann. Am Ende der Rückwärtsbewegung mindert ein Puffer den Anprall des Verschlussträgers am Gehäuseende.
Diesen Gasmechanismus meldete Eugene Stoner im Jahre 1956 erstmalig zum Patent an. Der Verschlusskopf mit radial angeordneten Verriegelungswarzen war nicht Teil des Patents, da Mel Johnson hierauf bereits ein US-Patent besaß; da Johnson zu dieser Zeit aber auch als Berater für ArmaLite tätig war, erhob er wohl keinen Widerspruch gegen die Verwendung im AR-10.

## Wiedergeburt des AR-10
1990 schlossen sich Eugene Stoner und C. Reed Knight Jr. von Knight Manufacturing Company (Knight’s Armament Company) mit dem Ziel zusammen, das Konzept des AR-10 wiederzubeleben. Stoner plante, dass das neue Gewehr das zielgenaueste halbautomatische Gewehr für die Patrone 7,62 × 51 mm NATO werden sollte. Während das Konzept des AR-10 zwar unverändert blieb, sollten Verbesserungen, wie sie das damals in Produktion befindliche M16A2 verkörperte, in das neue Gewehr eingebracht werden, um es besser als das alte AR-10 zu machen. Da es Eigenschaften von AR-10 und AR-15 verbinden sollte, erhielt das neue Gewehr die Bezeichnung SR-25 (Stoner Rifle 25) – 25 für 10+15 und „Stoner“, weil der Markenname ArmaLite sich in den Händen eines Rechtsnachfolgers der alten Firma befand.
Das SR-25 wurde als Match Rifle (Lauflänge 24 inch), Lightweight Match Rifle (Lauflänge 20 Inch) und RAS Carbine (Lauflänge 16 Inch) gefertigt; und ist mit dem KAC RAS-Vorderschaft mit vier M1913-Montageschienen ausgestattet. Die Match und Lightweight Match sind auch mit rundem Vorderschaft ohne Montageschienen erhältlich. Alle drei Versionen schießen nur halbautomatisch. Sämtliche Varianten haben einen sogenannten „Flattop-Receiver“, d. h. anstelle des Tragegriffs, der auch als Kimmensockel fungierte, befindet sich auf der Gehäuseoberseite eine Montageschiene nach M1913-Standard (Picatinny-Schiene).
Eine Variante des Lightweight Match Rifle wurde von den US Navy SEALs als „Rifle 7.62 mm Mk11MOD 0“ eingeführt; dieses Scharfschützengewehr findet auch bei anderen Spezialeinheiten der US-Streitkräfte Verwendung. Das bei den US-Streitkräften eingeführte M110 basiert ebenfalls auf dem SR-25.
1994 begann Mark Westrom, Präsident der Firma Eagle Arms Incorporated, mit der Entwicklung eines Selbstladegewehrs auf Basis des AR-10, welches er „M-10“ nannte. 1995 erwarb Eagle Arms Inc. die Namensrechte an ArmaLite und benannte das Gewehr in AR-10 um. Wie das SR-25 basiert das neue AR-10 auf dem alten Gewehr und schließt moderne Verbesserungen ein. Die Version AR-10(T) hat einen Flattop-Receiver und ist mit 24-inch-Lauf und als Karabinerversion mit 16-inch-Lauf mit Mündungskompensator erhältlich. Die Version AR-10A4 hat einen Flattop-Receiver und ist mit 20-inch- bzw. 16-inch-Lauf (jeweils mit Mündungskompensator) erhältlich. Die Version AR-10A2 gleicht der AR-10A4, hat aber einen anstelle der Montageschiene auf dem Gehäuse einen festen Tragegriff. Das für den Sammlermarkt bestimmte AR-10B entspricht dem AR-10A2 mit 20-inch-Lauf; trägt das alte ArmaLite-Logo (den Pegasus) und hat braune (statt schwarze) Schaftteile, um dem alten AR-10 ähnlicher zu sein.